# Humenzi (Kamjanez-Podilskyj)
Humenzi (ukrainisch Гуменці; russisch Гуменцы Gumenzy, polnisch Humińce) ist ein Dorf im Süden der ukrainischen Oblast Chmelnyzkyj mit etwa 2100 Einwohnern (2016).

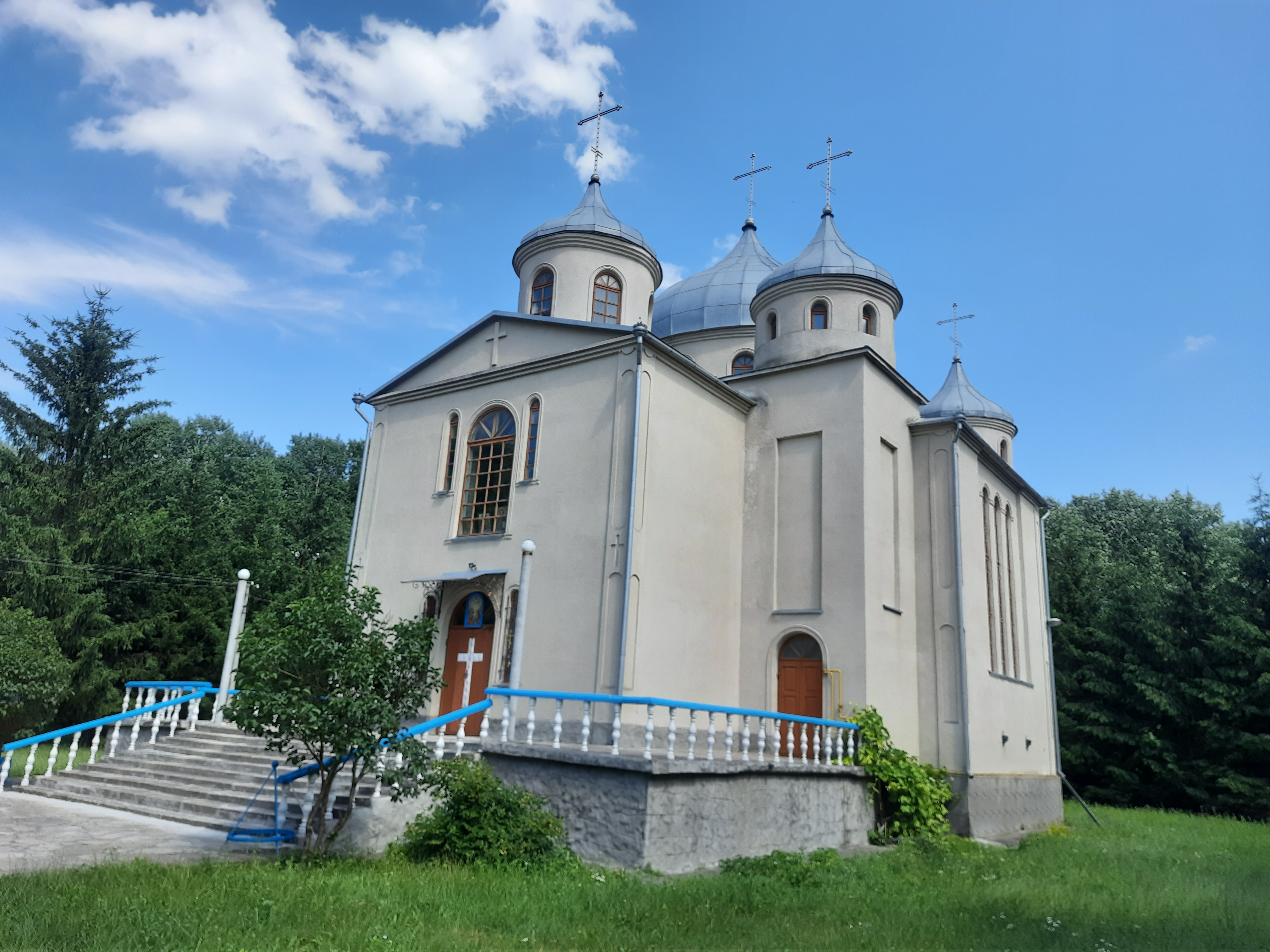
Kirche im Ort

Das erstmals 1493 schriftlich erwähnte Dorf liegt am Ufer der Mukscha (Мукша), einem 56 km langen, linken Nebenfluss des Dnister, 9 km nördlich vom Rajonzentrum Kamjanez-Podilskyj und 86 km südlich vom Oblastzentrum Chmelnyzkyj. Humenzi besitzt eine Bahnstation an der Bahnstrecke Kelmenzi–Kalinkawitschy.
Südlich vom Dorf verläuft die Fernstraße N 03.

## Verwaltungsgliederung
Am 13. August 2015 wurde das Dorf zum Zentrum der neugegründeten Landgemeinde Humenzi (Гуменецька сільська громада/Humenezka silska hromada). Zu dieser zählen auch die 20 in der untenstehenden Tabelle aufgelisteten Dörfer sowie die Ansiedlung Sachkamin, bis dahin bildete es zusammen mit den Dörfern Kolubajiwzi, Lyssohirka, Pryworottja Druhe, Slobidka-Humenezka und Werbka die gleichnamige Landratsgemeinde Humenzi (Гуменецька сільська рада/Humenezka silska rada) im Norden des Rajons Kamjanez-Podilskyj.
Am 19. Juni 2018 kamen noch die Dörfer Karatschkiwzi und Zykowa zum Gemeindegebiet.
Folgende Orte sind neben dem Hauptort Humenzi Teil der Gemeinde:
| Name                     | Name                | Name                                       |
| ukrainisch transkribiert | ukrainisch          | russisch                                   |
| ------------------------ | ------------------- | ------------------------------------------ |
| Abrykossiwka             | Абрикосівка         | Абрикосовка (Abrikossowka)                 |
| Dubynka                  | Дубинка             | Дубинка (Dubinka)                          |
| Dumaniw                  | Думанів             | Думанов (Dumanow)                          |
| Holoskiw                 | Голосків            | Голосков (Goloskow)                        |
| Karatschkiwzi            | Карачківці          | Карачковцы (Karatschkowzy)                 |
| Kolubajiwzi              | Колубаївці          | Колубаевцы (Kolubajewzy)                   |
| Kortschiwka              | Корчівка            | Корчовка (Kortschowka)                     |
| Kysseliwka               | Киселівка           | Киселевка (Kisselewka)                     |
| Lyssohirka               | Лисогірка           | Лысогорка (Lyssogorka)                     |
| Malosalissja             | Малозалісся         | Малозалесье (Malosalesje)                  |
| Nihyn                    | Нігин               | Негин (Negin)                              |
| Pryworottja Druhe        | Привороття Друге    | Приворотье Второе (Priworotje Wtoroje)     |
| Pudliwzi                 | Пудлівці            | Пудловцы (Pudlowzy)                        |
| Sachkamin                | Сахкамінь           | Сахкамень (Sachkamen)                      |
| Salissja Druhe           | Залісся Друге       | Залесье Второе (Salesje Wtoroje)           |
| Slobidka-Humenezka       | Слобідка-Гуменецька | Слободка-Гуменецкая (Slobodka-Gumenezkaja) |
| Suprunkiwzi              | Супрунківці         | Супрунковцы (Suprunkowzy)                  |
| Ternawka                 | Тернавка            | Тернавка                                   |
| Uljaniwka                | Улянівка            | Ульяновка (Uljanowka)                      |
| Welykosalissja           | Великозалісся       | Великозалесье (Welikosalesje)              |
| Werbka                   | Вербка              | Вербка                                     |
| Zykowa                   | Цикова              | Цикова (Zikowa)                            |